# ویلیام کت
ویلیام کت (انگلیسی: William Katt؛ زادهٔ ۱۶ فوریهٔ ۱۹۵۱) هنرپیشه سینما و تلویزیون اهل کشور ایالات متحده آمریکا است. وی از سال ۱۹۷۰ میلادی تاکنون مشغول فعالیت بوده‌است.
وی در شهر لس آنجلس زاده شد. پدرش بیل ویلیامز و مادرش باربارا هایلی هر دو بازیگر بودند.

## گزیده فیلمشناسی
از فیلم‌ها یا برنامه‌های تلویزیونی که وی در آن نقش داشته‌است می‌توان به آثار زیر اشاره کرد.
- پیرانیا (فیلم ۱۹۹۵) (۱۹۹۵)
- خانه (فیلم ۱۹۸۶) (۱۹۸۶)
- کودک: راز افسانه گمشده (۱۹۸۵)
- مردی از زمین: هولوسن (۲۰۰۷)
- آینه‌ها ۲ (۲۰۱۰)
- سوپر (فیلم ۲۰۱۰) (۲۰۱۰)
- مردی از زمین (۲۰۰۷)
- سایبورگ ۳: بازیافت (۱۹۹۵)
- کری (۱۹۷۶)